# 迈克尔·桑德尔
邁克尔·J·桑德爾（英語：Michael J. Sandel，1953年3月5日—），又譯為沈岱爾，美國政治哲學家、哈佛大學政治哲學教授、美國文理科學院院士、社群主義的代表人物。他以在網絡上流行的哈佛大學公開課「正義」和他1982年所著的《自由主義與正義的侷限》一書中對约翰·罗尔斯《正義論》的批評而聞名。

## 生平
桑德爾於1975年畢業於布蘭戴斯大學。後來到牛津大學貝利奧爾學院學習，師從查爾斯‧泰勒。在這裡他獲得了博士學位，並得到羅德獎學金。
他從1980年起擔任哈佛大學大學部通識課“正義”的主講，到目前為止已有14000多名學生修讀了這門課。此課連續多年成為哈佛大學注冊人數最多的課，2007年秋季更是有1115名學生選擇了該課，創下了哈佛大學的歷史紀錄。2009年秋系，哈佛大學啟動的課程公開化項目也首推了該課程。

## 哲學觀點
桑德尔赞同某种形式的社群主义（尽管他对这个标签感到不舒服），在这种情况下，他最为人知的是对约翰·罗尔斯的《正义论》的批判。罗尔斯的论证依赖于对无知之幕的假设，他声称这让我们成为了「不受障碍的自我」。
桑德尔的观点是，我们天生就受到某种程度的阻碍，即使在假设的情况下，也不可能有这样虚伪的面纱。这种关系的一些例子是与我们的家庭有关的，我们不是通过有意识的选择而产生的，而是与生俱来的。因为他们没有被有意识地获得，所以不可能把自己从这种关系中分离出来。桑德尔认为，只有一个不那么严格、更宽松的“无知之幕”应该被假定。像桑德尔这样的批评激发了罗尔斯的灵感，后来他认为他的正义理论不是一个“形而上学”的理论而是一个“政治”理论，在这个基础上，在不同的道德和不同的个体和群体中形成了压倒一切的共识。

## 著作
- 《自由主義與正義的侷限》（Liberalism and the Limits of Justice，1982年）
- 《自由主义及其批评者》（Liberalism and its Critics，1984年）
- 《民主的不满：美国在寻求一种公共哲学》（Democracy's Discontent: America in Search of a Public Philosophy，1996年）
- 《公共哲学》（Public Philosophy: Essays on Morality in Politics，2005年）
- 《訂製完美：基因工程時代的人性思辨》（The Case against Perfection: Ethics in the Age of Genetic Engineering，2007年）
- 《正义读本》（Justice: A Reader，2007年）
- （Justice: What's the Right Thing to Do?，2009年）
- 《錢買不到的東西：金錢與正義的攻防》（What Money Can't Buy: The Moral Limits of Markets，2012年）
- 《反對完美：科技與人性的正義之戰》（即訂製完美的另譯）
- 《巴巴洋與魔法星：一段看見思考力的奇幻旅程》（Babayan and the Magic Star, 2014年）
- 《成功的反思：混亂世局中，我們必須重新學習的一堂課》 (The Tyranny of Merit: What's Become of the Common Good? , 2020 年)

## 外部連結
- Harvard University Bio （页面存档备份，存于）
- Michael Sandel: On the Good Life （页面存档备份，存于） on Berggruen Institute's YouTube channel
- Podcast interview with Nigel Warburton on Philosophy Bites on What Shouldn't Be Sold （页面存档备份，存于）
- "The Case Against Perfection: Ethics in the Age of Genetic Engineering, by Michael J. Sandel (2007)" by N. Antonios at the Embryo Project Encyclopedia （页面存档备份，存于）
- Podcast interview with Nigel Warburton on Ethics Bites on the topic of Genetic Enhancement in Sports （页面存档备份，存于）
- The President's Council on Bioethics
- A page of links relating to the 2009 Reith Lectures （页面存档备份，存于）
- What's The Right Thing To Do? （页面存档备份，存于） on Harvard University's YouTube channel
- Fairness and the Big Society Debate （页面存档备份，存于） on BBC
- Justice: a series of lectures by Michael Sandel （页面存档备份，存于） on BBC
- C-SPAN內的頁面（英文）
- TED上的迈克尔·桑德尔
- Talk and Q&A on "Populism, Trump and the Future of Democracy" held at The American Academy in Berlin, April 2018 （页面存档备份，存于）
- "Michael Sandel, philosopher" （页面存档备份，存于）, Desert Island Discs, BBC Radioo 4, October 2021.